# Мост Ангел Салињи
Мост Ангел Салињи (званично Мост краља Карола I) је железнички мост у Румунији преко Дунава, који повезује регионе Мунтенију и Добруџу, односно градове Чернаводе и Фетешти. Мост је увршћен у Национални регистар историјских споменика Румуније.

## Историјат
Мост је изграђен између 1890. и 1895. године пркео Дувана, општине Курча у округу Калараш и острва Балта Јаломица. Када је завршен био је дужине (са вијадуктима) 4087,95 м и био је најдужи мост у Европи и други најдужи на свету. Пројектовао га је румунски инжењер Ангел Салгини. Два града, Чернаводе и Фетешти на обалама река су постали повезани овим мостом. Прелаз преко моста са стране општина Чернаводе има средишњи пут од 190, а остала четири су 140 м, поред вијадукта. Други мост, са трик траке дизајниран је и реализован преко општине Борча. Оба моста су дужине 2632 м, од којих је први 1662, а други 970 м. Налазе се на 30 м изнад воде, што омогућава великим бродовима да плове на овом потезу Дунава. Између мостова налазио се вијадукт, који се протезао до острва Балта Јаломица. 
Мост је званично отворен 26. септембра 1895. године, а као тест на отварању, преко њега се кретао конвој од 15 локомотива брзином од 60 километара на час. Током шездесетих година 20. века, након што су велики делови острва Балта Јаломица почели да се користе за пољопривреду, провибитни вијадукт замењен је насипом. Мост се користио читав век, све до 1987. године, када је нови комплекс моста саграђен поред њега.